# Bolesław Ławrynowicz
Bolesław Ławrynowicz (łot. Boļeslavs Lavrinovičs; ur. 23 grudnia 1892 koło Krasławia, zm. 12 czerwca 1971 w Dyneburgu) – łotewski ksiądz rzymskokatolicki, działacz mniejszości polskiej na Łotwie w dwudziestoleciu międzywojennym.

## Życiorys
W latach 1922–1923 był proboszczem w Istrze, od 1935 do 1942 i w latach 1946–1963 w Vārkawie. Pełnił również posługę w kościele Niepokalanego Poczęcia Najświętszej Marii Panny w Dyneburgu. Działał na rzecz mniejszości polskiej w przedwojennej Łatgalii. Był liderem frakcji polskiej w Radzie Miasta Dyneburga. W 1931 wystawił odrębną polską listę w wyborach do Sejmu, za co spotkał go ostracyzm środowiska polonijnego.
Został pochowany na Cmentarzu Rzymskokatolickim w Dyneburgu.